# Waikiki Hawaiians
The Waikiki Hawaiians was een Nederlands Hawaiianband afkomstig uit Rotterdam. De band werd in 1936 als familieband opgericht door Anton Groeneveld en bestond bij aanvang uit Anton zelf, zijn twee broers Jan en Rinus en zijn zus Jopie.
In 1942 stapte Jopie uit de band. Haar plaats werd ingenomen door de toen 18-jarige Beb van der Gaag. Beb en Anton zijn in 1945 met elkaar getrouwd.
Na 1945 sloot Cor Nielson, een jodelaar, op regelmatige basis aan bij de optredens van de Waikiki Hawaiians. Uiteindelijk kon hij als vast bandlid worden gezien, hoewel de meningen daarover verdeeld zijn.
De Waikiki Hawaiians traden vooral in het schnabbelcircuit van Nederland en België op. Voor aanbiedingen in het verre buitenland, waaronder toeren door Nederlands-Indië, werd structureel bedankt vanwege de - in die tijd niet geheel onterechte - vliegangst van Anton.
De Waikiki Hawaiians traden veelvuldig op voor de radio. Van 1 tot 5 februari 1951 trad de band op tijdens een serie van experimentele televisie-uitzendingen van Philips.
Met de verdere opkomst van de televisie en de moderne popmuziek in de 50'er jaren, nam de interesse voor de Hawaiianmuziek en/in avondvullende programma's steeds meer af. Daarbij kon of wilde de band niet mee met de 'nieuwe stroming'. Uiteindelijk is de band in 1956 opgeheven.
Het repertoire van de Waikiki Hawaiians bestond uit mierzoete - voornamelijk Nederlandstalige - liedjes. De meeste daarvan werden gecomponeerd door bandleider Anton.

## Discografie

### Singles op het BEN0label
- Als De Sterren Fonkelen
- De Roos Van Honolulu
- Dromen Van Waikiki
- He Hoela He
- In De Stille Zuidzee
- Kusten van Hawaii
- Mijn Mooi Honolulu
- Sterrenhemel Van Hawaii
- Sterrenpracht
- Vaarwel Hawaii

### Singles op het Olympia-label
- Berg in mijn tuintje
- Daar Op Die Bergen
- Edelweiss
- Geef Me De Vrijheid
- Hart Verloren
- Het Leven Dat Een Cowboy Leidt
- Het Lied Van De Cowboy
- 'k Heb Een Aardig Huisje In Honolulu
- Palmbomen Ruisen
- Toere Loereloer Mijn Paard
- Waterval